# Łukasz Garguła
Łukasz Garguła (pron. /ˈwukaʂ garˈguwa/), né le 25 février 1981 à Żagań, est un footballeur international polonais. Il est actuellement milieu de terrain au Wisła Cracovie, club d'Ekstraklasa.

## Carrière

### En club
Il fait ses grands débuts avec le club du Polar Wrocław en 2000. Il y joue au total 40 matchs (pour 5 buts inscrits).
Après deux saisons passées au Polar Wrocław, Łukasz Garguła signe en 2002 au GKS Bełchatów, alors en deuxième division polonaise. Il évolue durant trois années dans cette division, avant d'accrocher la deuxième place synonyme d'accession en 2005. Il est l'un des principaux partisans de la montée du club en Ekstraklasa, participant à tous les matches de la saison.
Les deux années suivantes, il continue à enchaîner les rencontres, et permet au club promu de se maintenir. En 2007, Bełchatów accède même à la seconde place du classement. Pour la première fois de son histoire, et grâce notamment à son important numéro 10, le GKS est qualifié pour une compétition européenne.
Absent pour les deux rencontres du premier tour de qualification de Coupe UEFA, Garguła dispute le premier et seul match européen de sa carrière le 30 août 2007 face au Dniepr Dniepropetrovsk (défaite 4-2 de son équipe, et élimination).
Indispensable à Bełchatów, Łukasz Garguła continue son parcours avec son club de cœur. Cependant, l'ascension du GKS s'arrête en 2008, le club terminant 9e. Sur le plan personnel, le joueur prend part à pratiquement tous les matches de son équipe en championnat. Il est donc annoncé vers divers clubs, comme le Beşiktaş.
Le 5 janvier 2009, il signe au Wisła Cracovie, club champion en titre, pour cinq ans à compter du mois de juin 2009. Libre en effet à cette période, il permet à son futur club de réaliser une très bonne opération financière.

### Statistiques
Dernière mise à jour le 20 février 2009
| Saison      | Club          | Pays    | Championnat | Coupes | Europe     |
| 2000 - 2001 | Polar Wrocław | Pologne | 3 (0) (D2)  | 1 (0)  | -          |
| 2001 - 2002 | Polar Wrocław | Pologne | 32 (4) (D2) | 4 (1)  | -          |
| 2002 - 2003 | GKS Bełchatów | Pologne | 30 (6) (D2) | 1 (1)  | -          |
| 2003 - 2004 | GKS Bełchatów | Pologne | 23 (3) (D2) | 0 (0)  | -          |
| 2004 - 2005 | GKS Bełchatów | Pologne | 34 (7) (D2) | 7 (0)  | -          |
| 2005 - 2006 | GKS Bełchatów | Pologne | 28 (2)      | 2 (0)  | -          |
| 2006 - 2007 | GKS Bełchatów | Pologne | 27 (7)      | 3 (0)  |            |
| 2007 - 2008 | GKS Bełchatów | Pologne | 26 (3)      | 1 (0)  | 1 (0) (C3) |
| 2008 - 2009 | GKS Bełchatów | Pologne | 14 (4)      | 2 (0)  | -          |

### En sélection
Łukasz Garguła a fait ses débuts avec la Pologne le 2 septembre 2006, remplaçant Tomasz Frankowski à la 73e minute du match, remporté par la Finlande 3-1 et comptant pour la qualification au Championnat d'Europe 2008. Durant cette rencontre, il a inscrit d'une belle reprise de volée le seul but de son équipe, en fin de partie. 
Le sélectionneur de l'Équipe de Pologne, Leo Beenhakker, le retient parmi l'effectif de vingt-trois joueurs appelé à participer à l'Euro. Durant le tournoi, il est le seul joueur polonais avec Michał Pazdan à ne pas entrer sur le terrain. 

### Palmarès
- Vice-Champion de Pologne : 2007
- Finaliste de la Coupe de la Ligue polonaise : 2007
- Finaliste de la Supercoupe de Pologne : 2007
- Champion de Pologne : 2011